# THE DREAM CHAPTER: STAR
『THE DREAM CHAPTER: STAR』（ザ・ドリーム・チャプター: スター）は、韓国の5人組男性アイドルグループTOMORROW X TOGETHERの韓国でのデビューミニアルバム。2019年3月4日にBig Hit Entertainment、Dreamus、リパブリック・レコードからリリースされた。

## 背景

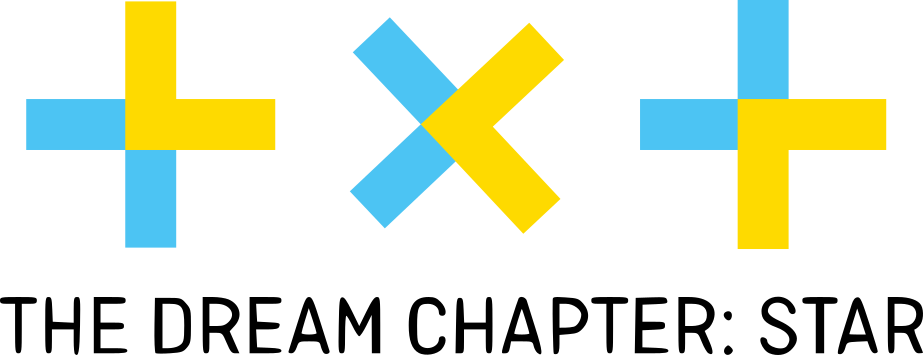
今回のリリースより発表されたグループロゴ

グループの結成が正式に発表された翌日1月11日より、10日間に渡り個人イントロダクションフィルムがYouTubeで順次公開され、累積再生回数は4000万回を突破した。2月22日、本アルバムの収録曲が発表された。発売日である3月4日にはMnet『デビューセレブレーションショー』が開催され、収録曲である「CROWN」「Blue Orangeade」「Nap Of The Star」が披露された。4月7日には、収録曲である「Blue Orangeade」のリリックビデオが公開され、同月25日には「Cat & Dog」、6月5日には「Nap Of The Star」のミュージックビデオが公開された。5月31日、「Our Summer (Acoustic Mix)」がデジタルシングルで全世界一斉配信された。

## 音楽性
本作では、少年たちが成長する過程で出会う経験についての物語が展開される。タイトルにある「STAR」は、幼少期に夜空の星をみながら明日への期待を膨らませ、現在でも星を追うということは幼少期の夢を記憶しているというストーリーからつけられた。

### CROWN
「CROWN」はトレンディーなシンセ・ポップジャンルで、思春期に入った少年の成長痛を"ツノ"というユニークなワードで表現した楽曲。

## 収録曲
| #         | タイトル           | 作詞・作曲                                                                                            | プロデューサー                              | 時間  |
| --------- | ------------------ | --- | ------------------------------------------- | ----- |
| 1.        | 「Blue Orangeade」 | Slow Rabbit, Moonshine, Cazzi Opeia, Ellen Berg, Supreme Boi                                          | Slow Rabbit                                 | 3:06  |
| 2.        | 「CROWN」          | Slow Rabbit, Melanie Joy Fontana, Michel "Lindgren" Schulz, Supreme Boi, "hitman" bang, Mayu Wakisaka | Slow Rabbit                                 | 3:51  |
| 3.        | 「Our Summer」     | The Futuristics, Delacey, Jesse St John, Shae Jacobs, "hitman" bang, ADORA                            | The Futuristics                             | 3:20  |
| 4.        | 「Cat & Dog」      | Daniel "JUNE NAWAKII" Celestin, Darel "BEBE DA RICH" Ituta, Supreme Boi                               | Daniel "JUNE NAWAKII" Celestin, Supreme Boi | 3:08  |
| 5.        | 「Nap Of A Star」  | LEL, "hitman" bang, Slow Rabbit                                                                       | LEL                                         | 4:03  |
| 合計時間: | 合計時間:          | 合計時間:                                                                                             | 合計時間:                                   | 17:28 |

## スタッフ
- 'hitman'bang – エグゼクティブ・プロデューサー
- NINE CHOI – エグゼクティブ・スーパーバイザー
- LENZO YOON – 最高業務責任者
- 김서영, 최승린, 박지원, 안인용, 이아람 – 音楽制作
- NICOLE KIM, GIA LIM, HIJU YANG – A&R
- 양창원, 김지연, 박진세, 정우영 – スタジオ
- 김성현, 이현주, 윤지현, GABRIEL CHO – ビジュアルクリエイティヴ
- 김신규, 오광택, 양준형 – アーティストマネジメント
- 김린용 – プロデューサー
- 김은주, 김규남, 이소영, 조수지 – スタイリスト
- 김세경, 김인혜 – ヘアー
- 김부성, 안세영, 맹하영 – メイク
- HuskyFox – アートワーク
- QUENZY – イラストレーター

### Blue Orangeade
- Slow Rabbit – キーボード、シンセサイザー
- TOMORROW X TOGETHER, ADORA, Supreme Boi, Moonshine – バックグラウンド・ボーカル
- TOMORROW X TOGETHER, Supreme Boi, 김현정, 임지연, 양희주, 김지연 – ギャングボーカル
- ADORA, Slow Rabbit, Supreme Boi – ボーカルアレンジ
- 박진세, 정우영, 김지연, Slow Rabbit, ADORA – レコーディング・エンジニア
- ADORA, EL CAPITXN, Slow Rabbit – デジタル編曲
- Phil Tan（英語版）, Bill Zimmerman（英語版） – ミックス・エンジニア（英語版）

### CROWN
- Slow Rabbit – キーボード、シンセサイザー
- TOMORROW X TOGETHER, Melanie Joy Fontana, 정명훈 – バックグラウンド・ボーカル
- 이태욱 – ギター
- Slow Rabbit, Supreme Boi – ボーカルアレンジ
- Slow Rabbit, 정우영, Michel "Lindgren"Schulz – レコーディング・エンジニア
- Slow Rabbit – デジタル編曲
- Phil Tan – ミックス・エンジニア

### Our Summer
- The Futuristics – 全楽器法・プログラミング
- ADORA, Colllin' – バックグラウンド・ボーカル
- Slow Rabbit, EL CAPITXN – ボーカルアレンジ
- Slow Rabbit, 김지연, 박진세, 정우영, EL CAPITXN, ADORA – レコーディング・エンジニア
- Slow Rabbit, ADORA, EL CAPITXN – デジタル編曲
- Yong Ga – ミックス・エンジニア

### Cat & Dog
- Daniel "JUNE NAWAKII" Celestin – キーボード
- Daniel "JUNE NAWAKII" Celestin, Supreme Boi – シンセサイザー
- Slow Rabbit – 追加楽器法・プログラミング、ボーカルアレンジ
- Supreme Boi, TOMORROW X TOGETHER – バックグラウンド・ボーカル
- 정우영, 박진세, Supreme Boi – レコーディング・エンジニア
- Supreme Boi, EL CAPITXN – デジタル編曲
- Jaycen Joshua（英語版） – ミックス・エンジニア

### Nap Of The Star
- LEL, Slow Rabbit – シンセサイザー、ボーカルアレンジ
- 정재필– ギター
- Slow Rabbit – 追加楽器法・プログラミング、ボーカルアレンジ
- LEL – バックグラウンド・ボーカル
- 김지연, 박진세, 정우영 – レコーディング・エンジニア
- LEL, Slow Rabbit, 정우영, 박진세 – デジタル編曲
- Hector Castillo – ミックス・エンジニア

## チャート成績

### 週間チャート
オリコンによると、3月18日付の「週間アルバムランキング」で3位、3月25日付の同ランキングで9位を獲得し、2週連続でTOP10入りした。また、3月25日付の「オリコン週間輸入盤アルバムランキング」でも1位を獲得し、2週連続で1位を獲得した。2019年にデビューした韓国の新人アーティストの中で最高記録を立てている。
- ウルトラトップ（ベルギー）: 98位[15]
- ビルボード（カナダ（英語版））: 100位[16]
- 全国音楽出版組合（フランス）: 11位[17]
- オリコンチャート（日本）: 3位[12]
- オフィシャル・チャート・カンパニー（スコットランド）: 71位[18]
- ガオンアルバムチャート（韓国）: 1位[19]
- プロムシカエ（スペイン）: 58位[20]
- シュヴァイツァー・ヒットパラーデ（スイス）: 58位[21]
- オフィシャル・チャート・カンパニー（イギリス）: 20位[22]
- Billboard 200（アメリカ）: 140位[23]
- ビルボード・ワールド・アルバム・チャート（アメリカ）: 1位

### 年間チャート
- ガオンアルバムチャート（韓国）: 26位[24]

### 売上枚数
日本では24,796枚、韓国では203,795枚、アメリカ（ニールセン・サウンドスキャン）では4,000枚を記録した。

## 評価

### 2019年末
| 評価       | ランキング                  | 曲    | 順位 | 脚注   |
| ---------- | --------------------------- | ----- | ---- | ------ |
| Refinery29 | 2019年ベストK-POPソング     | CROWN | 1    | [ 25 ] |
| PopCrush   | 2019年ベストソング          | CROWN | 9    | [ 26 ] |
| KultScene  | 2019年ベストK-POPソング50選 | CROWN | 7    | [ 27 ] |

### 2010年代末
| 評価 | 評価                      | 曲    | 年     | 脚注   |
| ---- | ------------------------- | ----- | ------ | ------ |
| GQ   | 10年間で最高のK-POPソング | CROWN | 2019年 | [ 28 ] |

### 音楽番組
| プログラム                 | 曲    | 日付          | 脚注   |
| -------------------------- | ----- | ------------- | ------ |
| THE SHOW（SBS MTV）        | CROWN | 2019年3月12日 | [ 29 ] |
| M COUNTDOWN（Mnet）        | CROWN | 2019年3月14日 | [ 30 ] |
| SHOW CHAMPION（MBC Music） | CROWN | 2019年3月20日 | [ 31 ] |